# ۱۹۱۳

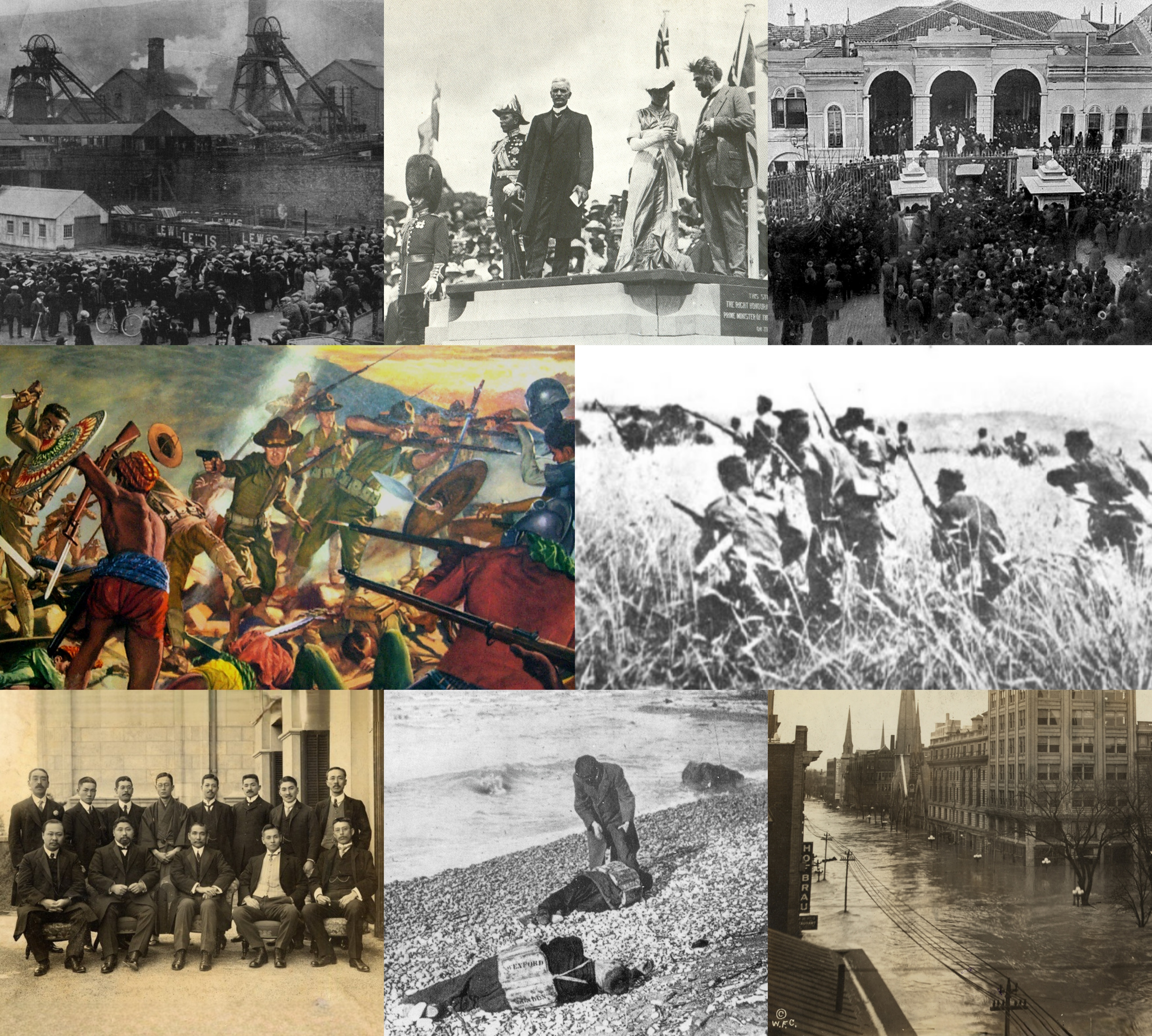

## زادروزها
- ۱۳ فوریه - خالد بن عبدالعزیز آل سعود، چهارمین پادشاه عربستان سعودی و هفدهمین فرمانروا از خاندان آل سعود (د. ۱۹۸۲)
- ۱۴ ژوئیه - جرالد فورد، سی و هشتمین رئیس‌جمهور ایالات متحده
- ۴ دسامبر - رابرت آدلر، دانشمند و مخترع آمریکایی اتریشی‌تبار و مخترع کنترل از راه دور تلویزیون
- ۴ مارس – جان گارفیلد، بازیگر آمریکایی (د. ۱۹۵۲)
- ۳ آوریل – پییر بورتن، سیاست‌مدار نروژی (د. ۲۰۰۵)
- ۲۱ آوریل – ریچارد بچینگ، بارون بچینگ، فیزیک‌دان بریتانیایی (د. ۱۹۸۵)
- ۲۷ آوریل – فیلیپ آبلسون، فیزیک‌دان و شیمی‌دان آمریکایی (د. ۲۰۰۴)
- ۴ مه – هیسایا موریشیگو، خواننده ژاپنی (د. ۲۰۰۹)
- ۲۴ مه – ادری براون، دونده اهل بریتانیا (د. ۲۰۰۵)
- ۱۸ ژوئیه – رد اسکلتون، بازیگر و آهنگساز آمریکایی (د. ۱۹۹۷)
- ۳۰ اوت – ریچارد استون، اقتصاددان بریتانیایی (د. ۱۹۹۱)
- ۱۹ سپتامبر – فرانسیس فارمر، بازیگر آمریکایی (د. ۱۹۷۰)
- ۲ نوامبر – برت لنکستر، بازیگر آمریکایی (د. ۱۹۹۴)
- ۵ نوامبر – ویوین لی، بازیگر بریتانیایی (د. ۱۹۶۷)

## درگذشت‌ها
- ۴ ژانویه - آلفرد فون شلیفن، نظامی و ایده‌پرداز آلمانی و رئیس ستاد کل نیروی زمینی امپراتوری آلمان
- ۱۸ مارس – جرج یکم، پادشاه یونان (ز. ۱۸۴۵)
- ۲۸ ژوئن – مانوئل فراز کامپوس سلیز، سیاست‌مدار برزیلی و رئیس‌جمهور این کشور (ز. ۱۸۴۱)
- ۱۶ اکتبر – رالف رز، ورزشکار آمریکایی و قهرمان المپیک (ز. ۱۸۸۵)

## جوایز نوبل
- جایزه صلح نوبل -
- جایزه نوبل فیزیک - هایک کامرلینگ اونس برای پژوهش دربارهٔ فیزیک دماهای پایین و تولید هلیم مایع
- جایزه نوبل شیمی - آلفرد ورنر
- جایزه نوبل اقتصاد -
- جایزه نوبل ادبیات - رابیندرانات تاگور
- جایزه نوبل فیزیولوژی و پزشکی -